# جبل طباقة
جبل طِبَاقَة جبل يقع بجنوب شرقي الجمهورية التونسية، شمال غربي مدينة قابس وشمال مدينة الحامة. يبلغ ارتفاعه 275 م.

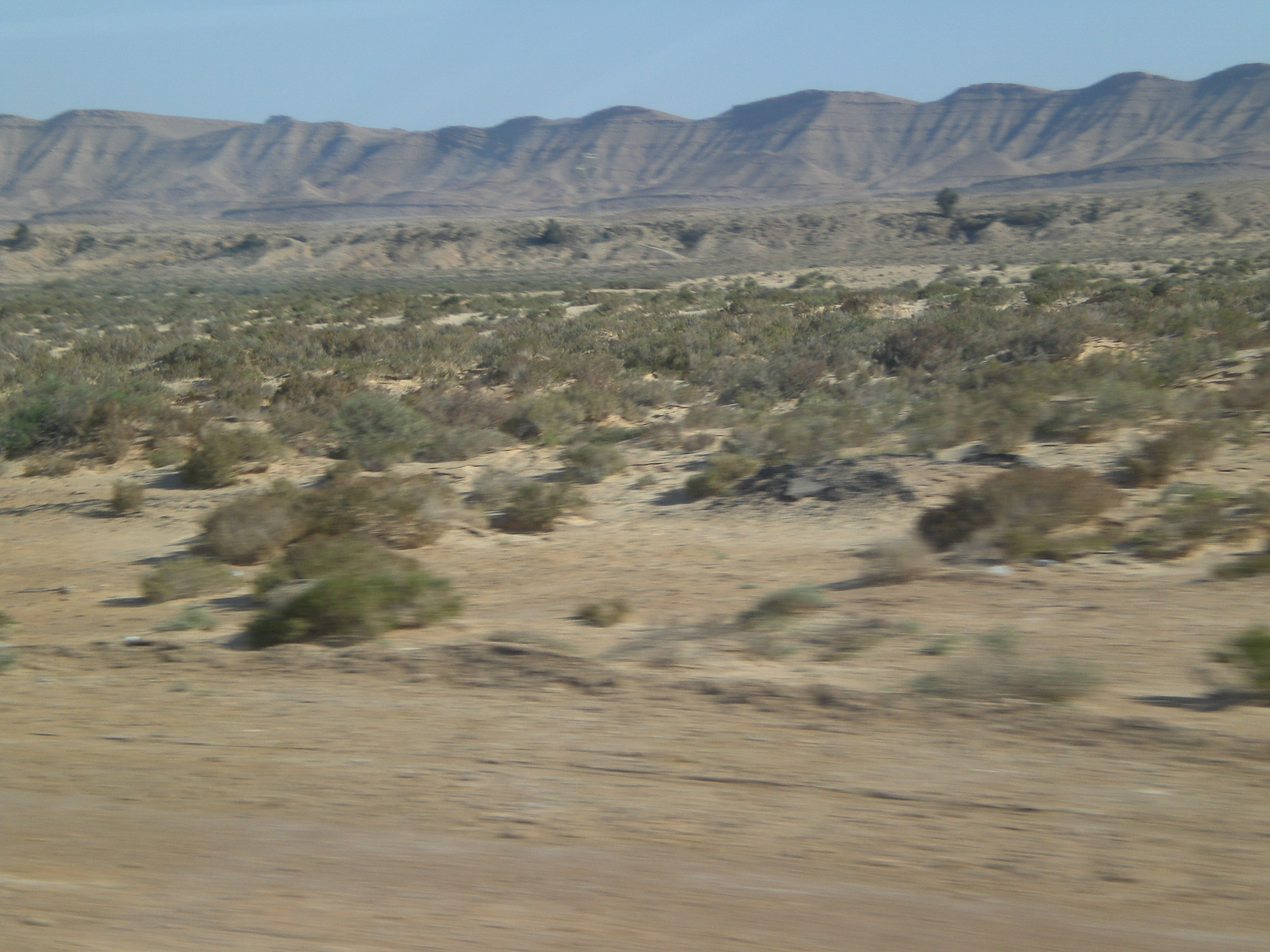
السفح الشمالي لجبل طباقة